# Matija Zmajević
Matija Zmajević (Perast, 6. siječnja 1680. – Tavrov na Donu, Rusija, 18. kolovoza 1735.), bio je hrvatski pomorac, Bokelj, admiral pomorske flote Carske Rusije.

## Životopis
Matija Zmajević rođen je u Perastu 1680. godine u bračnoj svezi poznatih hrvatskih pomoračkih obitelji iz Perasta, Zmajevića i Štukanovića. Rođen je u braku Krsta (Krile) Zmajevića, brata barskog nadbiskupa Andrije i Jelene, kćeri Matije Štukanovića, peraškog trgovca i pomorca i peraškog načelnika. Pomorsku je školu završio u rodnom Perastu a nakon toga plovio je na obiteljskome brodu. Zbog sudjelovanja u ubojstvu Vicka Bujovića Zmajević 1709. godine bijegom iz Perasta odlazi u Dubrovnik te potom u Carigrad. Godine 1712. putuje za Rusiju po preporuci ruskoga veleposlanika iz Carigrada. Zmajević je 1712. godine u Karlovim Varima pred ruskim carem Petrom Velikim polagao i položio ispit iz pomorskih i vojničkih vještina. Prema kasnije zapisanim sjećanjima Zmajevića, ruski ga je car ispitivao više od dva sata. Nakon toga, Zmajević je primljen u rusku carsku ratnu mornaricu s carevom naredbom da može odabrati brod kojim će zapovijedati. U ruskoj mornarici je služio od 1712. godine.
Zapovijedao je ruskom flotom u bitci između ruske i švedske flote 7. kolovoza 1714. godine. Rusi su pobijedili i preokrenuli tijek rata na Baltičkom moru. Ruski plan sprječavanja proboja švedske flote u Finski zaljev u potpunosti je uspio. U rečenoj Gangutskoj bitki 1714. godine potopio je sedam švedskih brodova. Ruski car Petar Veliki mu je 1. svibnja 1714. godine izdao svjedodžbu kojom ga je promaknuo u čin komandora, zapovjednika brodskog konvoja. Danas se nalazi u Muzeju grada Perasta.
1716. godine imenovan je za kontra-admirala te postaje članom ruskoga admiraliteta. Od 1722. godine je i vršitelj dužnosti zapovjednika ruske flote. Godine 1723., po nalogu ruskog cara Petra Velikoga, Matija Zmajević je u činu viceadmirala poslan u Voronjež. Imao je zadatak pripreme ratnih brodova za mogući rat s Turskom. Također mu je povjereno vođenje zadatka čišćenja korita rijeke Voronjež.
1727. godine Zmajević dobiva čin admirala a nedugo potom bio je optužen zbog utaje i osuđen na smrt. Nakon pomilovanja posljednje je godine života proveo kao guverner Astrahanske oblasti i od 1728. godine zapovjednik Tavrova - glavne baze ruske riječne ratne flote.
Matija Zmajević umro je u Tavrovu na Donu 1735. godine i pokopan je na katoličkom groblju u Moskvi.

## Odličja
- Carica Katarina I. odlikovala je Zmajevića tek ustanovljenim odličjem Sv. Aleksandra Nevskog.

## Potomstvo
Zmajevićeva kći Marija udala se za pukovnika i nadintendanta hercegnovskoga područja Grgura Stanislava Burovića. Njihov unuk Ivan Stanislav Burović Zmajević bio je u Kotoru pokrajinski delegat i intendant carske i kraljevske privremene intendance.

## Vanjske poveznice
- Životopis Matije Zmajevića
- Lovorka Čoralić, Ruski admiral Matija Zmajević, Slobodna Dalmacija, 14. travnja 2004.
- Davor Domazet-Lošo: Tri velikana čekaju izlaz iz hrvatskoga zaborava, Hrvatski tjednik.  24. siječnja 2019.